# 2531 Cambridge
Cambridge (asteróide 2531) é um asteróide da cintura principal com um diâmetro de 19,15 quilómetros, a 2,8350342 UA. Possui uma excentricidade de 0,0572502 e um período orbital de 1 904,75 dias (5,22 anos).
Cambridge tem uma velocidade orbital média de 17,17559617 km/s e uma inclinação de 11,03867º.
Este asteróide foi descoberto em 11 de Junho de 1980 por Edward Bowell.